# 趙云楓
趙云楓（2002年9月18日—）為臺灣女子籃球運動員，現就讀中信金融管理學院。
趙云楓國中三年級從信義國中轉學到民族國中就讀，並開始打籃球，國中畢業後進入北一女中，之後重考加入淡水商工。2021年8月趙云楓代表中華臺北參加U19世青女籃賽，出賽6場，場均上場11.1分鐘，數據為2分、2.5籃板。趙云楓高中畢業後升學至中國文化大學。112學年度（2023年至2024年）趙云楓加入世新大學。2024年8月趙云楓在WSBL選秀第一輪第四順位被台元女籃挑走。113學年度（2024年至2025年）趙云楓加入中信金融管理學院。

## 外部連結
- 趙云楓在fiba.basketball（英语）
- 趙云楓在Eurobasket.com（球員）（英语）